# Emil Böhme (Politiker)
Karl Gustav Emil Böhme (* 27. Juli 1873 in Eisenberg; † 8. Juli 1930 in Altenburg) war ein deutscher Politiker der SPD.

## Leben
Er hatte verschiedene Berufe, wie zum Beispiel: Porzellanmaler, Zigarrenfabrikant, Verkäufer sozialistischer Schriften und Cafeinhaber.
Emil Böhme war schon frühzeitig als Gewerkschafts- und SPD-Funktionär tätig. An der Gründung der SPD in Eisenberg war er maßgeblich beteiligt. 1899 wurde er Stadtverordneter und 1907 wurde er für die SPD in das Landesparlament des Herzogtums Sachsen-Altenburg gewählt.
1918/19 beteiligte er sich an der Revolution in Eisenberg und gehörte dem Eisenberg Arbeiter- und Soldatenrat an. 1919 wurde er Mitglied der Landesregierung. Nach der Bildung des neuen Landes Thüringen wurde er Kreisdirektor und später Landrat im Kreis Altenburg.
1930 wurde er vom thüringischen Innenminister Wilhelm Frick, der der erste nationalsozialistische Minister in Deutschland war, als Landrat abgesetzt. Die entwürdigenden und diskriminierenden Umstände dieser Absetzung, gegen die zuvor alle Parteien des Altenburger Kreistages protestiert hatten, führten bei Böhme zu einem tödlichen Schlaganfall.
Über den Tod Emil Böhmes gab es ausführliche Berichte in den Altenburger Zeitungen und auch in der überregionalen Presse (etwa in der Berliner und Frankfurter Zeitung) wurde er gewürdigt und als „erstes Opfer des nationalsozialistischen Terrors“ betrachtet. An seiner Beerdigung nahmen die verschiedenen demokratischen Organisationen Altenburgs und über 1500 Menschen teil. Auf dem Altenburger Friedhof wurde ein großer Gedenkstein aufgestellt. Dessen Inschrift wurde allerdings während des Nationalsozialismus oder während der DDR-Zeit entfernt. Nach der Wende wurde die Inschrift durch die Tochter wieder angebracht.

## Weblink
- Kurzbiographie

| Personendaten    | Personendaten                                |
| ---------------- | -------------------------------------------- |
| NAME             | Böhme, Emil                                  |
| ALTERNATIVNAMEN  | Böhme, Karl Gustav Emil (vollständiger Name) |
| KURZBESCHREIBUNG | Politiker (SPD)                              |
| GEBURTSDATUM     | 27. Juli 1873                                |
| GEBURTSORT       | Eisenberg                                    |
| STERBEDATUM      | 8. Juli 1930                                 |
| STERBEORT        | Altenburg                                    |